# Persone di nome Fanny
| Questa pagina contiene informazioni ricavate automaticamente dalle voci biografiche con l'ausilio del template Bio e di un bot. L'aggiornamento è periodico e automatico e ricostruisce completamente la pagina. Se manca una persona in questa lista, sei pregato di non aggiungerla, ma accertati piuttosto che la sua voce biografica contenga il template Bio e che i dati anagrafici siano correttamente compilati. Se il template Bio manca, inseriscilo tu stesso o, in alternativa, metti l'avviso {{tmp\|Bio}} che ne segnala la mancanza. Se i dati riportati sono sbagliati, correggi direttamente la voce biografica; le modifiche saranno visibili in questa lista entro pochi giorni. Per chiarimenti vedi il progetto antroponimi. La lista contiene solo le 53 persone che sono citate nell'enciclopedia e per le quali è stato implementato correttamente il template Bio. Pagina aggiornata al 22 giu 2025. |

Questa è una lista di persone presenti nell'enciclopedia che hanno il nome Fanny, suddivise per attività principale.

## Astiste(1)
- Fanny Smets, astista belga (Colonia, n. 1986)

## Attrici(9)
- Fanny Ardant, attrice e regista francese (Saumur, n. 1949)
- Fanny Brice, attrice e cantante statunitense (New York, n. 1891 - Beverly Hills, † 1951)
- Fanny Cadeo, attrice, personaggio televisivo e cantante italiana (Lavagna, n. 1970)
- Fanny Cottençon, attrice e produttrice cinematografica francese (Port-Gentil, n. 1957)
- Fanny Gautier, attrice spagnola (Madrid, n. 1970)
- Fanny Marchiò, attrice italiana (Corfù, n. 1904 - Bologna, † 1980)
- Fanny Marette, attrice e scrittrice francese
- Fanny Midgley, attrice statunitense (Cincinnati, n. 1879 - Hollywood, † 1932)
- Fanny Valette, attrice francese (Arles, n. 1986)

## Attrici teatrali(2)
- Fanny Sadowski, attrice teatrale e impresaria teatrale italiana (Mantova, n. 1826 - Napoli, † 1906)
- Fanny Tardini-Vladicescu, attrice teatrale rumena (n. 1823 - † 1908)

## Avventuriere(1)
- Fanny Van de Grift, avventuriera statunitense (Indianapolis, n. 1840 - Santa Barbara, † 1914)

## Biatlete(1)
- Fanny Horn, ex biatleta norvegese (Oslo, n. 1988)

## Calciatrici(2)
- Fanny Lång, calciatrice svedese (Borlänge, n. 1996)
- Fanny Vágó, calciatrice, allenatrice di calcio e ex giocatrice di calcio a 5 ungherese (Seghedino, n. 1991)

## Canoiste(1)
- Fanny Fischer, canoista tedesca (Potsdam, n. 1986)

## Cantanti(1)
- Fanny Lú, cantante e attrice colombiana (Cali, n. 1973)

## Cavallerizze(1)
- Fanny Vialardi di Sandigliano, cavallerizza italiana (Novara, n. 1897 - Torino, † 1987)

## Contralti(1)
- Fanny Anitúa, contralto messicano (Durango, n. 1887 - Città del Messico, † 1969)

## Danzatrici(2)
- Fanny Cerrito, danzatrice e coreografa italiana (Napoli, n. 1817 - Parigi, † 1909)
- Fanny Elssler, danzatrice austriaca (Gumpendorf, n. 1810 - Vienna, † 1884)

## Filantrope(1)
- Fanny Lucy Radmall, filantropa e attivista britannica (Lambeth, n. 1857 - Hampstead Heath, † 1936)

## Geografe(1)
- Fanny Bullock-Workman, geografa, cartografa e scrittrice statunitense (Worcester, n. 1859 - Cannes, † 1925)

## Insegnanti(1)
- Fanny Jackson Coppin, docente e missionaria statunitense (Washington, n. 1837 - Filadelfia, † 1913)

## Mezzosoprani(1)
- Fanny Eckerlin, mezzosoprano italiano (Milano, n. 1802 - † 1842)

## Modelle(2)
- Fanny Cornforth, modella inglese (Steyning, n. 1835 - Londra, † 1906)
- Fanny Eaton, modella inglese (Parrocchia di Saint Andrew, n. 1835 - Acton, † 1924)

## Nobildonne(1)
- Fanny Targioni Tozzetti, nobildonna italiana (Firenze, n. 1801 - Firenze, † 1889)

## Nuotatrici(1)
- Fanny Lecluyse, ex nuotatrice belga (Courtrai, n. 1992)

## Pesiste(1)
- Fanny Roos, pesista svedese (Ljungby, n. 1995)

## Pianiste(3)
- Fanny Davies, pianista britannica (Guernsey, n. 1861 - Londra, † 1934)
- Fania Fénelon, pianista, compositrice e cantante francese (Parigi, n. 1908 - Le Kremlin-Bicêtre, † 1983)
- Fanny Mendelssohn, pianista e compositrice tedesca (Amburgo, n. 1805 - Berlino, † 1847)

## Pittrici(5)
- Fanny Brate, pittrice svedese (Stoccolma, n. 1861 - Stoccolma, † 1940)
- Fanny Brennan, pittrice francese (Parigi, n. 1921 - New York, † 2001)
- Fanny Caillé, pittrice francese (Parigi)
- Fanny Churberg, pittrice finlandese (Vaasa, n. 1845 - Helsinki, † 1892)
- Fanny Hjelm, pittrice svedese (Lindesberg, n. 1858 - † 1944)

## Sciatrici alpine(2)
- Fanny Axelsson, ex sciatrice alpina svedese (n. 1998)
- Fanny Chmelar, ex sciatrice alpina tedesca (Weilheim in Oberbayern, n. 1985)

## Sciatrici freestyle(1)
- Fanny Smith, sciatrice freestyle svizzera (Aigle, n. 1992)

## Scrittrici(4)
- Fanny Ben-Ami, scrittrice francese (Parigi, n. 1930)
- Fanny Lewald, scrittrice e saggista tedesca (Königsberg, n. 1811 - Dresda, † 1889)
- Fanny Salazar Zampini, scrittrice, giornalista e traduttrice italiana (Bruxelles, n. 1853 - Napoli, † 1931)
- Fanny Vanzi Mussini, scrittrice e traduttrice italiana (Firenze, n. 1852 - San Francisco, † 1914)

## Scultrici(1)
- Fanny Marc, scultrice francese (Parigi, n. 1858 - Nizza, † 1937)

## Soprani(3)
- Fanny Corri-Paltoni, soprano britannica (Edimburgo, n. 1801 - Barton upon Irwell, † 1861)
- Fanny Salvini Donatelli, soprano italiano (Firenze, n. 1815 - Milano, † 1891)
- Fanny Tacchinardi, soprano italiano (Roma, n. 1812 - Parigi, † 1867)

## Tenniste(1)
- Fanny Stollár, tennista ungherese (Budapest, n. 1998)

## Velociste(1)
- Fanny Rosenfeld, velocista e mezzofondista canadese (Ekaterinoslav, n. 1904 - Toronto, † 1969)

## Senza attività specificata(1)
- Fanny Gaïda, ex ballerina francese (Saint-Germain-en-Laye, n. 1961)